# Mehinako

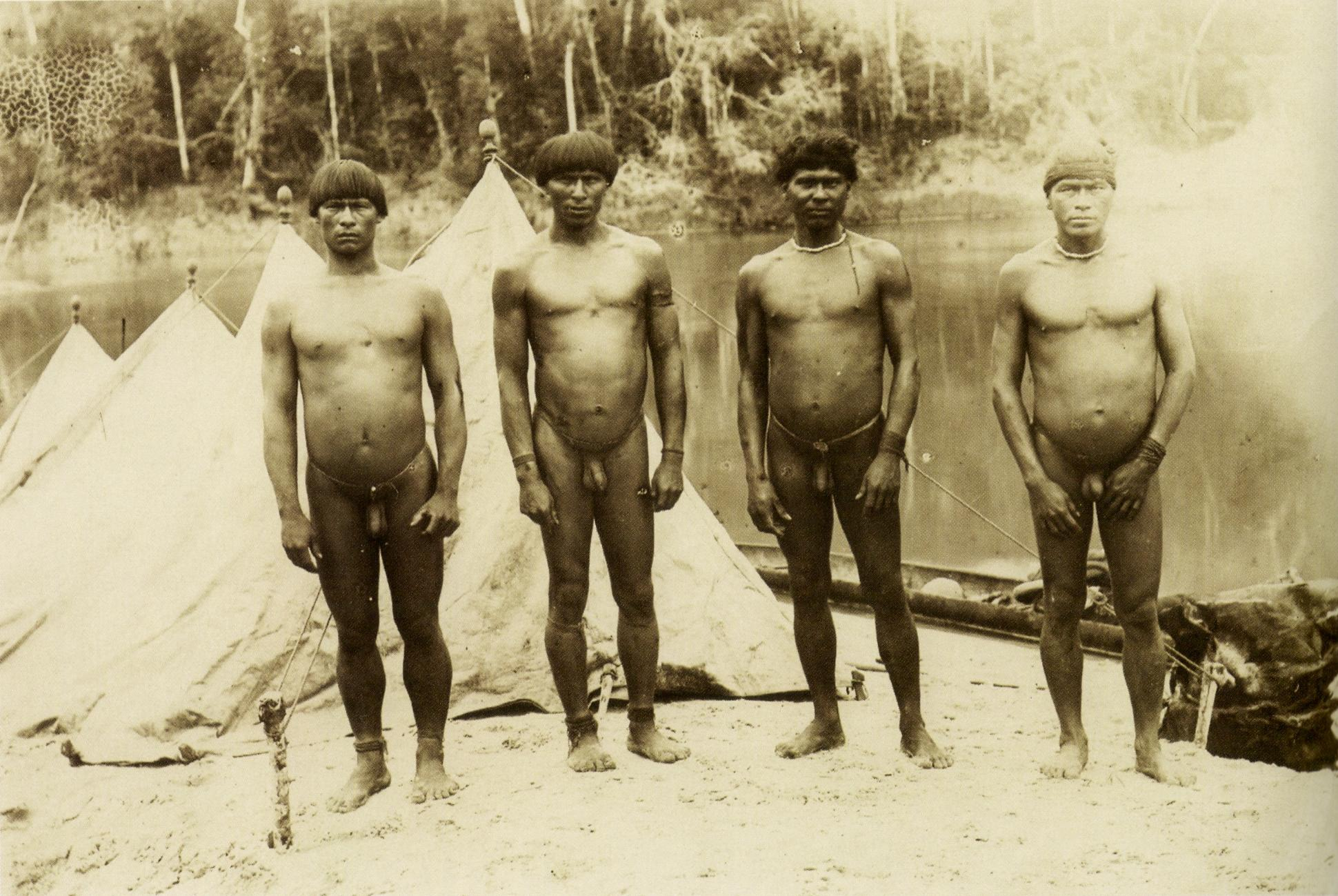
Mehinako um 1894

Die Mehinako (auch Mehináku, Meinacos) sind ein indigener Indianer-Stamm, der im Parque Indígena do Xingu in der zentralbrasilianischen Region Alto Xingu im brasilianischen Teil des Amazonasbeckens lebt. Die Bevölkerungszahl wurde 2014 mit 286 Indios angegeben (laut Siasi/Sesai).
Die Sprache der Mehinako, das Mehináku, gehört zu den Arawak-Sprachen.

## Geschichte
Es wird vermutet, dass die Xingu-Region bereits seit langem Siedlungsgebiet der Mehinako ist. Die ersten Spuren einer Besiedlung durch die Mehinako finden sich in der Siedlung Yulutakitsi, die spätestens um 1850 von den Mehinako gegründet wurde. Bei einer Expedition des deutschen Forschungsreisenden Karl von den Steinen im Jahr 1884 verfügten die Mehinako über drei Dörfer. In den 1950er-Jahren mussten die Mehinako diese Siedlungen verlassen, da sie von den Ikpeng, einem indigenen Stamm mit karibischen Wurzeln vertrieben worden waren. Im Kampf mit den Ikpeng wurde unter anderem der Häuptling der Mehinako von einem Pfeil getroffen. Daraufhin zogen sich die Mehinako zurück und siedelten am Tuatuari, einem Nebenfluss des Rio Culuene ein Quellfluss des Rio Xingu. Dort hatten sich bereits die Yawalapiti, ein weiterer indigener Stamm mit Arawak-Sprache, angesiedelt. Nachdem die beiden Stämme unter anderem im Bereich der Fischerei im Tuatuari eine Einigung erzielt hatten, lebten sie friedlich nebeneinander. Nach einer Reihe von Epidemien gründeten die Mehinako ein neues Dorf, circa 200 Meter von ihrem vormaligen Siedlungsort entfernt. In den folgenden Jahrzehnten intensivierten sich die Beziehungen zu den Yawalapiti, was sich unter anderem an mehreren Hochzeiten zwischen Mitgliedern der Stämme und ähnlichen Stammesritualen festmachen lässt.
Das Verhältnis der Mehinako zu den Weißen ist zwiespältig. In der Mythologie des Stammes sind die Mehinako und die Weißen Söhne der Sonne, wobei die Weißen besondere Fähigkeiten als Geschenk von der Sonne erhalten haben. Weiße gelten für die Indigenen aber auch als ein Symbol von Krankheit. Trotzdem sind die Mehinako um gute Beziehungen zu den Weißen bemüht.